# Operazione Matterhorn
L'operazione Matterhorn fu un'operazione militare di bombardamento strategico effettuata dall'United States Army Air Forces durante la seconda guerra mondiale contro le forze giapponesi. Vennero impiegati i bombardieri strategici B-29 Superfortress con base in India e Cina. Gli obiettivi includevano lo stesso Giappone e le basi nipponiche in Cina ed Asia sudorientale. Il nome dell'operazione viene da Matterhorn, nome tedesco del monte Cervino.
Nonostante il grande impegno logistico e organizzativo americano, l'operazione non ottenne i risultati previsti e dovette essere abbandonata anche in conseguenza della perdita di una parte delle basi aeree durante l'offensiva terrestre giapponese Ichi-Go. Il comando americano decise quindi di trasferire la maggior parte dei B-29 nelle nuove basi delle isole Marianne dove vennero ripresi i bombardamenti contro il Giappone.

## Piani e programmi
Il progetto di trasferire le formazioni aeree di bombardieri strategici Boeing B-29 Superfortress nelle basi in Cina venne presentato per la prima volta nella Conferenza di Casablanca nel gennaio 1943. Mentre questi piani venivano analizzati approfonditamente dagli esperti militari, il Comitato degli stati maggiori combinati angloamericano si riunì nel Quebec in agosto e autorizzò un'offensiva aeronavale nel Pacifico centrale con l'obiettivo di conquistare le isole Marianne. Un eventuale successo di queste operazioni avrebbe potuto modificare l'intero quadro strategico della guerra nel Pacifico: le Marianne infatti erano relativamente vicine alle isole del Giappone; inoltre, dopo essere state occupate dagli Alleati, sarebbero state molto meno vulnerabili delle basi cinesi a possibili attacchi giapponesi.

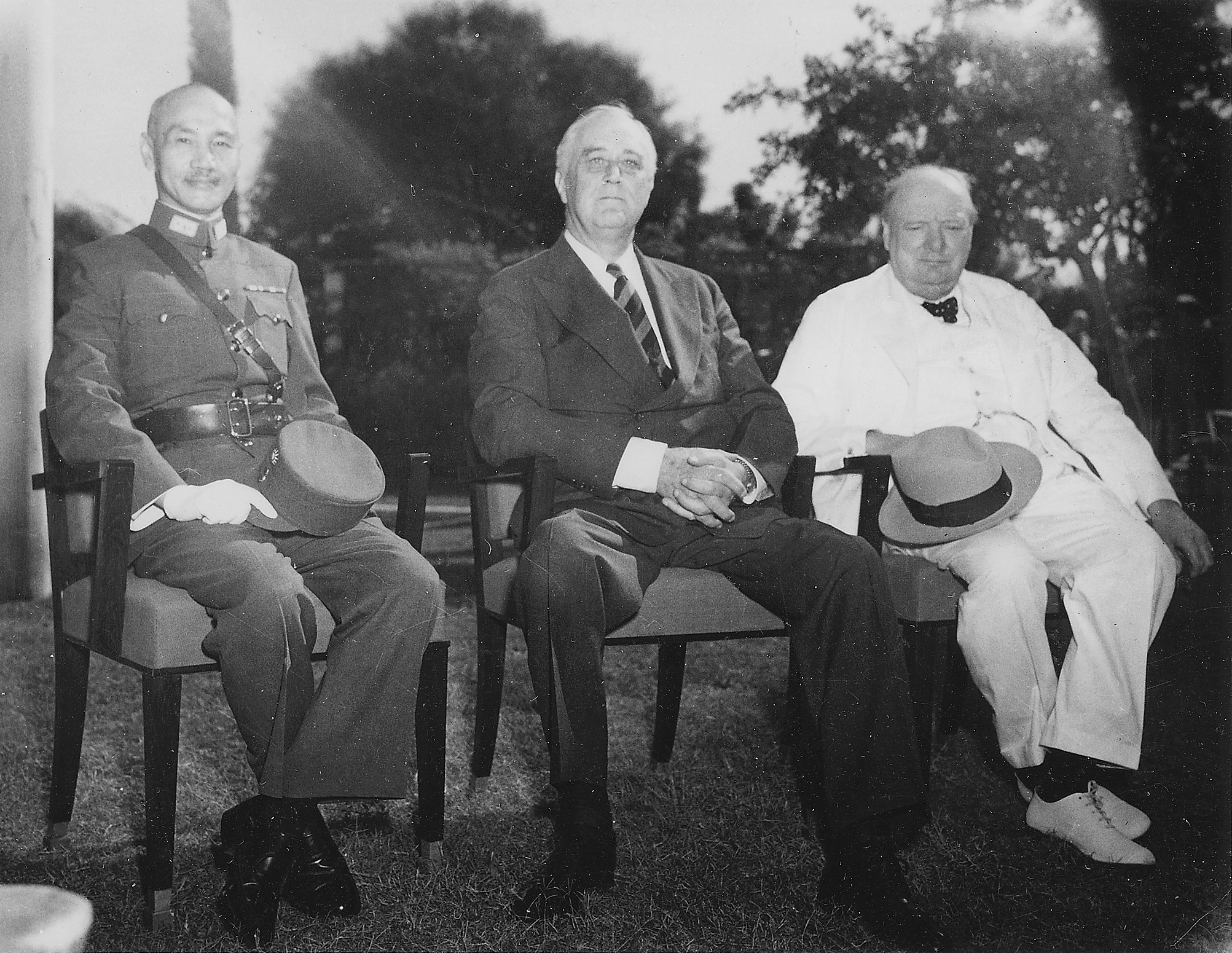
Durante la conferenza del Cairo, il presidente Franklin Roosevelt promise al generalissimo Chiang Kai Shek l'intervento dei bombardieri strategici americani in Cina.

Nel settembre 1943, il Comitato degli stati maggiori combinati espresse dubbi sul programma di offensiva aerea a partenza dalle basi cinesi; in particolare venne evidenziato che era probabile che i B-29 in Cina avrebbero avuto notevoli problemi logistici. Comunque, il presidente Franklin D. Roosevelt prese la decisione di organizzare le basi in Cina soprattutto per motivi politico-strategici, essendo egli ansioso di bombardare al più presto il territorio metropolitano del Giappone. Alla Conferenza del Cairo tenutasi alla fine dell'anno, egli promise a  Chiang Kai Shek che formazioni di bombardieri pesanti sarebbero arrivati nel suo paese. Il generale Henry H. Arnold, capo di stato maggiore dell'USAAF, supportò la decisione del presidente che egli in realtà considerava solo un espediente temporaneo, in attesa che fossero state disponibili le basi nelle isole Marianne, ritenute più adatte per le missioni strategiche contro il Giappone.
L'operazione Matterhorn (nome in codice della campagna aerea strategica con basi in Cina) fu sviluppata inizialmente dal generale di brigata Kenneth B. Wolfe che, nell'ottobre 1943, costituì il XX Bomber Command. Wolfe progettò l'operazione a partire da un piano iniziale chiamato Setting Sun basato sulle idee espresse dal presidente Roosevelt alla Conferenza di Casablanca e da un piano preesistente del generale Joseph Stilwell, comandante supremo delle forze americane in Cina, denominato Twilight. Era previsto da questi piani che le basi aeree avanzate in territorio cinese sarebbero state rifornite dall'India con difficili missioni di aviotrasporto che avrebbero sorvolato the Hump (la gobba), nome assegnato dai piloti alleati all'estremità orientale della catena himalaiana. Il piano originale Setting Sun prevedeva che le basi avanzate sarebbero state organizzate a Guangxi, nella Cina meridionale, ma a causa dell'intensa pressione che le truppe giapponesi esercitavano contro le forze cino-americane comandate dal generale Stillwell e dal generale Claire Chennault, le basi dell'operazione Matterhorn furono spostate verso l'interno, fino a Chengdu.
Il generale Arnold approvò il piano il 21 ottobre 1943 e lo presentò al Joint Chiefs of Staff dopo aver convinto Roosevelt, grazie all'opera di mediazione del capo di stato maggiore generale George C. Marshall, che nessun altro bombardamento strategico del Giappone sarebbe stato possibile prima della conquista delle Isole Marianne, che non era ancora stata pianificata in dettaglio. Roosevelt fu deluso dopo aver appreso che la data di inizio del progetto sarebbe stata il 1º giugno 1944, avendo promesso a Chiang Kai-Shek che la campagna sarebbe cominciata il 1º gennaio 1944, ma alla fine diede la sua approvazione dopo aver ottenuto assicurazioni che la campagna aerea strategica sarebbe continuata per un anno.
L'elemento fondamentale per la pianificazione, lo sviluppo e l'esecuzione di una campagna di bombardamento strategico del Giappone era il bombardiere strategico Boeing B-29 Superfortress, che, avendo un raggio d'azione di 2 400 km, era il solo che poteva raggiungere gli obiettivi nell'area metropolitana nipponica. Durante la guerra il B-29 sganciò circa il 90% di tutte le bombe cadute sul Giappone. Il generale Wolfe, avendo coordinato fin dall'inizio il programma ingegneristico di sviluppo del nuovo bombardiere, aveva una profonda conoscenza di tutti gli aspetti tecnici del B-29; egli inoltre riuscì ad accelerare l'immissione in servizio del nuovo aereo, effettuando la sperimentazione iniziale contemporaneamente all'addestramento degli equipaggi da lui scelti tra i migliori elementi già esperti di precedenti turni di servizio in aree di combattimento.

## La campagna aerea

### Costituzione delle forze
Elementi d'avanguardia dell'aviazione americana arrivarono in India nel dicembre 1943 per organizzare la costruzione dei campi d'aviazione in India e in Cina. Migliaia di lavoratori indiani furono impiegati nella costruzione di quattro basi permanenti nell'India orientale intorno a Kharagpur. Nel frattempo, oltre l'Himalaya, circa 350 000 lavoratori cinesi costruirono quattro basi nella Cina occidentale vicino a Chengdu. I piani originali prevedevano che due stormi (wing) di 150 bombardieri ciascuno fossero schierati nel territorio cinese, ma nell'aprile 1944 il secondo di questi stormi (il 73rd Bombardment Wing) non era ancora stato organizzato ed equipaggiato, quindi il XX Bomber Command venne ridotto ad un solo stormo di bombardieri, riducendo in modo rilevante la sua capacità operativa. Nell'aprile 1944 in Asia erano disponibili quattro gruppi di B-29 del 58th Bombardment Wing e otto basi aeree erano funzionanti.
Questi reparti erano:
| Gruppo                  | Base operativa di partenza | Base di schieramento avanzato      |
| ----------------------- | -------------------------- | ---------------------------------- |
| 40th Bombardment Group  | Chakulia Airfield, India   | Hsinching Airfield, Cina           |
| 444th Bombardment Group | Dudhkundi Airfield, India  | Kwanghan Airfield, Cina            |
| 462d Bombardment Group  | Piardoba Airfield, India   | Kuinglai (Linqiong) Airfield, Cina |
| 468th Bombardment Group | Kalaikunda Airfield, India | Pengshan Airfield, Cina            |

Per evitare il rischio che i B-29 Superfortress potessero essere sprecati sui campi di battaglia per impiego come bombardieri tattici, mentre avrebbero potuto essere molto più efficaci come bombardieri strategici contro le isole giapponesi, lo stato maggiore dell'USAAF approvò nell'aprile 1944 la costituzione della Twentieth Air Force che avrebbe avuto l'autorità di comando sul XX Bomber Command per l'operazione Matterhorn.

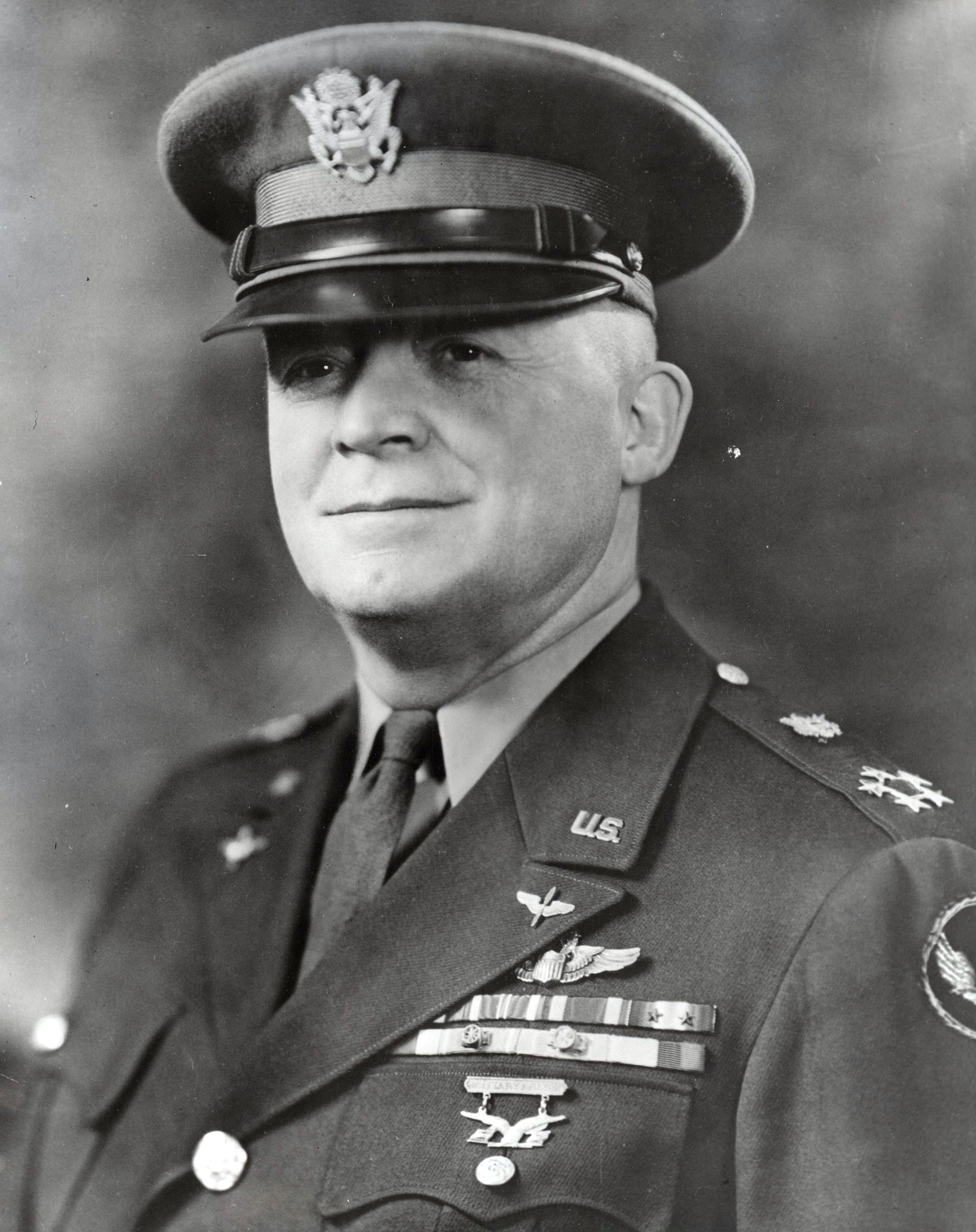
Il generale Henry H. Arnold, capo di stato maggiore dell'USAAF, assunse anche il comando della Twentieth Air Force.

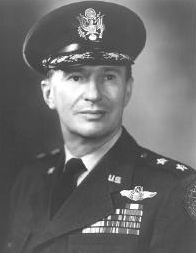
Il generale Haywood S. Hansell, capo di stato maggiore e comandante de facto della Twentieth Air Force per l'operazione Matterhorn.

Il generale Henry Arnold decise di assumere personalmente il comando della Twentieth Air Force, mentre lo stato maggiore aereo centrale avrebbe esercitato la funzione di stato maggiore operativo della nuova unità aerea. Il generale Arnold, che avrebbe agito come rappresentante esecutivo degli Stati maggiori riuniti, prese questa inconsueta decisione per timore che, in mancanza della sua autorità, i bombardieri potessero essere dissipati in compiti secondari o fossero trasferiti sotto il controllo dell'ammiraglio Chester Nimitz che esercitava il comando del teatro del Pacifico centrale. Il generale di brigata Haywood S. Hansell ricevette l'incarico di capo di stato maggiore della Twentieth Air Force e divenne de facto il comandante in capo temporaneo dell'unità aerea dopo che a maggio 1944 il generale Arnold fu colpito da un severo attacco cardiaco.
Nello stesso mese di maggio 1944, i primi B-29 Superfortress arrivarono in India, dopo aver trasvolato l'Oceano Atlantico sulla rotta sudatlantica: Morrision Field, in Florida - Natal (Brasile) - Nordafrica - Arabia - Persia. Gli aerei erano accompagnati dal maggior generale Kenneth B. Wolfe che era fin dall'inizio il comandante designato del XX Bomber Command, la componente operativa sul posto della Twentieth Air Force. Il quartier generale del 58th Bombardment Wing, l'unica unità aerea assegnata al XX Bomber Command, arrivò in India nella primavera del 1944. Il generale Wolfe si era recato in India già nel mese di gennaio 1944 e aveva subito verificato lo stato dei lavori sulle basi aeree in costruzione; egli dovette sollecitare l'intervento del generale Joseph Stilwell per l'assegnazione di altri reparti logistici per affrettare il completamento delle piste in cemento necessarie per i grandi bombardieri.
Dal punto di vista amministrativo, le basi aeree in Cina dipendevano dal Teatro Cina-Birmania-India e il comandante del XX Bomber Command non aveva alcun'autorità sugli stabilimenti, le stazioni, le basi, le unità e il personale non espressamente assegnato sotto il suo comando; inoltre il generale Wolfe non aveva alcun controllo sui trasporti di rifornimenti e altri supporti logistici essenziali per l'operazione Matterhorn. Il comandante del XX Bomber Command in compenso dipendeva direttamente, attraverso la Twentieth Air Force e il generale Hansell, dagli Stati maggiori riuniti al Pentagono e non era alle dipendenze del South East Asia Command diretto da Lord Louis Mountbatten, che era la suprema autorità di comando interalleata nel teatro Cina-Birmania.India.

### Le operazioni

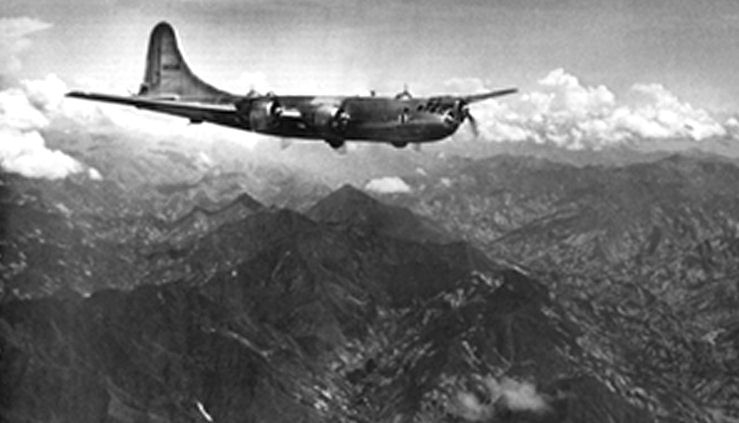
Un B-29 Superfortress del 40th Bombardment Group del XX Bomber Command supera la catena dell'Himalaya per raggiungere dall'India le basi aeree avanzate in Cina.

Un comitato di esperti e analisti degli Stati maggiori riuniti e della Twentieth Air Force aveva consigliato di sferrare gli attacchi dei B-29 contro gli altiforni e le acciaierie giapponesi di Anshan (Acciaierie Shōwa) in Manciuria, e di Yawata (Acciaierie imperiali di Yawata) nell'isola di Kyūshū, la cui distruzione avrebbe potuto compromettere seriamente lo sforzo bellico nemico. La lista degli obiettivi raccomandanti per l'operazione Matterhorn comprendeva anche strutture portuali e fabbriche di aeroplani.
Il generale Wolfe diede inizio  alla prima missione di combattimento dei B-29 del XX Bomber Command il 5 giugno 1944 con obiettivo le strutture ferroviarie giapponesi di Makasan, vicino a Bangkok in Thailandia, a circa 1 500 km di distanza. 98 bombardieri decollarono dalle basi in India, e 77 colpirono i loro bersagli sganciando 334 tonnellate di bombe. L'operazione fu particolarmente difficoltosa: dodici aerei dovettero rinunciare alla missione per problemi tecnici, uno esplose al decollo, mentre gli altri incapparono nel volo di ritorno in turbolenze atmosferiche e si sparpagliarono, atterrando in sedici diverse basi aeree. Nonostante questi problemi, il XX Bomber Command decise di tentare le prime incursioni dirette contro il territorio metropolitano del Giappone.

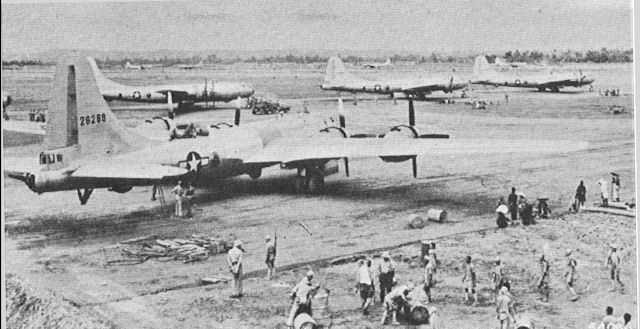
Bombardieri B-29 decollano per effettuare il bombardamento su Yawata del 15 giugno 1944.

Dieci giorni più tardi, 68 B-29 Superfortress decollarono di notte dalle basi cinesi della regione di Chengdu per la missione di bombardamento contro le importanti acciaierie di Yawata nell'isola di Kyūshū, a quasi a 2 500 km di distanza. Il 15 giugno 1944 avvenne quindi il primo bombardamento sul Giappone dai tempi dell'incursione aerea di Dolittle dell'aprile 1942, segnando l'inizio della campagna di bombardamento strategico contro il territorio nipponico. Come nel caso dell'incursione su Tokyo del 1942, non ebbe un grande successo. Solo 47 dei 68 B-29 colpirono gli obiettivi, quattro di essi dovettero rinunciare alla missione per problemi meccanici, quattro si schiantarono al suolo, sei di essi, per problemi tecnici, dovette sganciare prematuramente il proprio carico di bombe e altri ancora colpirono solo obiettivi secondari. Solo un B-29 Superfortress venne abbattuto da aerei giapponesi.
Nelle settimane seguenti il numero dei B-29 disponibili diminuì sensibilmente per i perduranti problemi tecnici e logistici e il XX Bomber Command dovette limitarsi ad effettuare un debole attacco con solo diciassette bombardieri contro la città cinese di Hankow e contro Sasebo, Tobata e Ōmura sul territorio nipponico. Il secondo grande attacco dei bombardieri contro il Giappone non avvenne fino al 7 luglio 1944, ma già in precedenza il generale Arnold si era rimesso dalla malattia, e, deluso dai modesti progressi della campagna aerea, aveva sostituito il generale Wolfe con il generale di brigata LaVern G. Saunders, che fin dall'inizio aveva collaborato al programma costruttivo del B-29 e aveva partecipato a tutte le fasi dell'operazione Matterhorn. In realtà si trattava di una nomina solo temporanea in attesa che l'energico maggior generale Curtis LeMay potesse arrivare dall'Europa dove si era distinto nella campagna di bombardamenti sulla Germania nazista, e assumere il comando definitivo.
Nel frattempo il XX Bomber Command cercò di estendere la sua azione di bombardamento; il 29 luglio 1944 cinquantotto B-29 attaccarono le grandi acciaierie di Anshan in Manciuria con buoni risultati: gli impianti furono colpiti e pesantemente danneggiati. Nella notte tra il 10 e l'11 agosto 1944 cinquantasei B-29 attaccarono gli impianti petroliferi di Palembang, nell'isola di Sumatra, decollando dalle basi a Ceylon in quella che fu la più lunga incursione aerea statunitense dell'intera guerra (6.100 chilometri con diciannove ore di volo); contemporaneamente, altri B-29 rilasciarono alcune mine nel fiume Musi mentre altri ancora bombardarono Nagasaki.

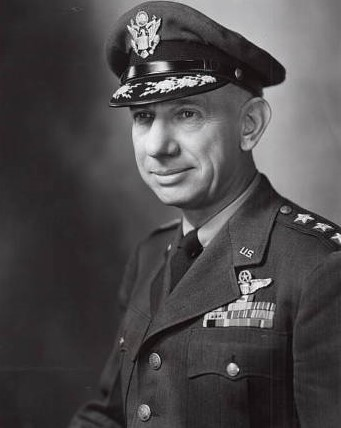
Il generale Kenneth B. Wolfe, comandante del XX Bomber Command all'inizio dell'operazione Matterhorn.

Nonostante il grande impegno organizzativo, una serie di problemi tecnici e logistici fin dall'inizio intralciarono il piano Matterhorn e impedirono un bombardamento sistematico e prolungato del territorio giapponese dalle basi in Cina. I problemi logistici erano quasi insormontabili: ogni missione di B-29 richiedeva il consumo di un'enorme quantità di carburante e armamenti che giungevano nelle basi cinesi solo attraverso i difficili viaggi di trasporto aereo lungo il percorso dell'Himalaya, la catena montuosa più alta del mondo. Per ogni missione di bombardamento aereo delle Superfortress, il comando alleato doveva organizzare sei missioni di B-29 adibiti al trasporto di materiali ed equipaggiamenti attraverso la "gobba" della catena himalayana. Anche dopo la costituzione alla fine del 1944 di un comando aereo combinato per il controllo del supporto logistico delle basi aeree cinesi, l'Air Transport Command, la situazione non migliorò in modo decisivo; non fu possibile inviare sufficiente carburante e armamenti alla regione di Chengdu.
Altri problemi erano legati alla distanza degli obiettivi dalla basi cinesi dei bombardieri; Tokyo, situata nella regione orientale dell'isola di Honshū, si trovava a oltre 3.200 chilometri dai campi di volo del XX Bomber Command, al di fuori del raggio d'azione dei B-29; l'isola di Kyūshū, nel Giappone sudoccidentale, era la sola regione metropolitana dell'arcipelago entro i 2.500 chilometri, che era il raggio operativo effettivo dei bombardieri americani.

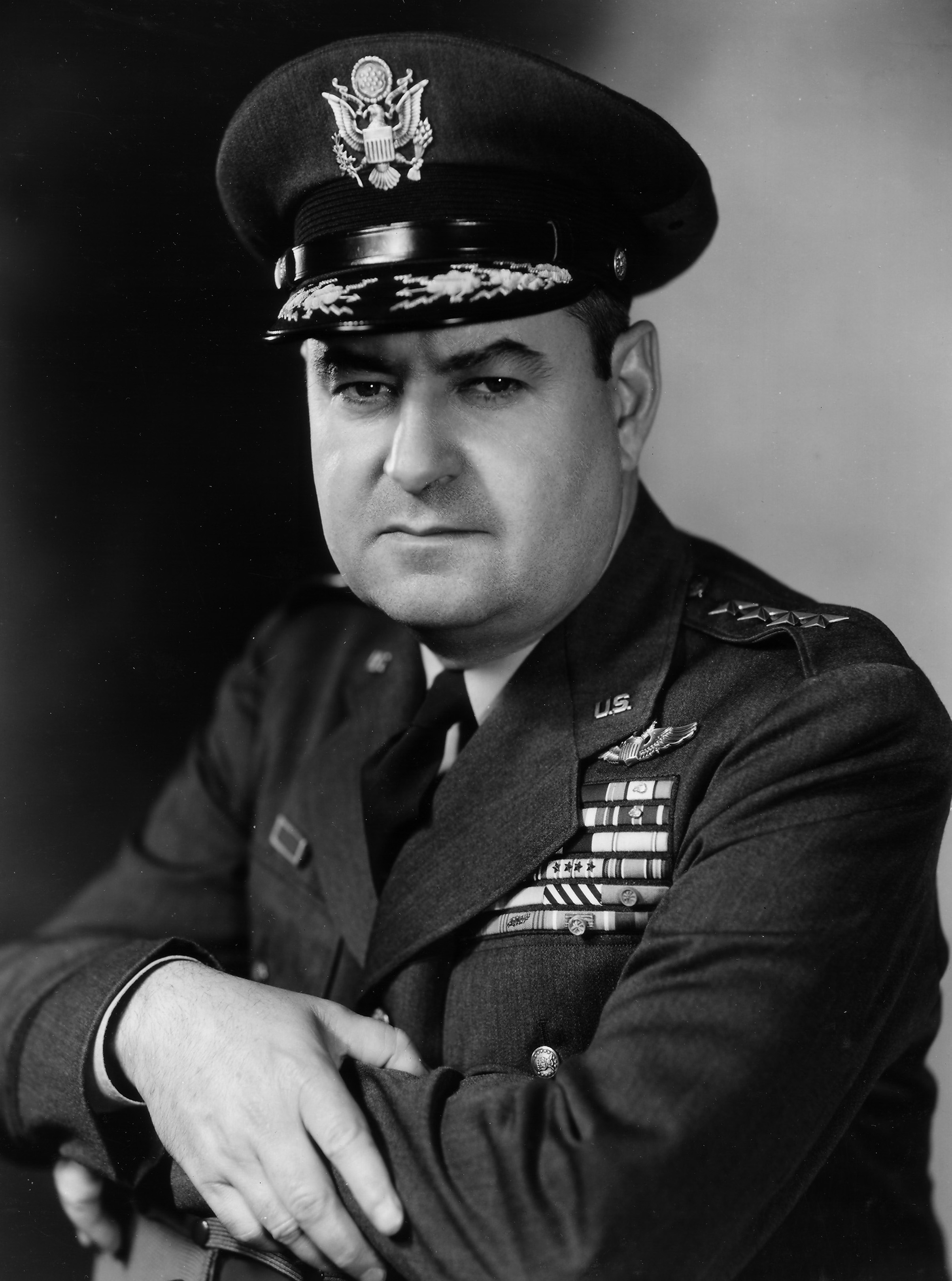
Il generale Curtis LeMay prese il comando dell'operazione Matterhorn il 20 agosto 1944.

I bombardieri inoltre soffrivano ancora di notevoli problemi tecnici che ne riducevano l'efficienza bellica costringendo a terra molte macchine e obbligando altre a tornare indietro prima di aver sganciato i loro carichi bellici. Anche i B-29 che riuscivano a raggiungere l'obiettivo spesso avevano difficoltà a colpire il bersaglio a causa in parte per l'estesa copertura nuvolosa o i forti venti. L'impiego di grandi formazioni di bombardieri avrebbe potuto migliorare l'accuratezza del bombardamento, ma il generale Saunders non ebbe mai sufficienti B-29 per costituire grandi gruppi di aerei attaccanti; inoltre il comando della Twentieth Air Force periodicamente dirottava un certo numero di B-29 dai loro compiti di bombardamento strategico per impiegarli in supporto dei comandanti locali nel Sud-Est asiatico e nel Pacifico sud-occidentale. Per questo insieme di motivi, il XX Bomber Command e i B-29 Superfortress non riuscirono a raggiungere gli obiettivi strategici attesi.
Il 20 agosto 1944 il generale Curtis LeMay arrivò nel teatro del Sud-Est asiatico e assunse il comando al posto del generale Saunders con l'obiettivo di immettere nuova energia e accrescere l'efficienza del XX Bomber Command. Il generale, comandante di gruppi e stormi di bombardieri sul teatro europeo nella Eight Air Force, aveva raggiunto rimarchevoli successi nelle operazioni di bombardamento sull'Europa occupata e aveva proposto e applicato una serie di innovazioni strategiche come le formazioni sfalsate, i combat box e il volo in formazione diretto e livellato ad alta quota. Il generale LeMay, il più giovane maggior generale dell'USAAF, aveva anche modificato le tattiche, concentrando e rafforzando numericamente le formazioni, e potenziando l'addestramento degli equipaggi per raggiungere una maggiore precisione di bombardamento; egli aveva anche creato una scuola di addestramento per gli equipaggi dei bombardieri di testa delle formazioni, in modo che i suoi uomini potessero apprendere come sganciare il carico bellico con precisione, seguendo l'aereo designato come guida del combat box.
Nella realtà concreta, tuttavia, il generale LeMay, nonostante tutta la sua energia e preparazione, nei primi due mesi di comando del XX Bomber Command non ottenne maggiori risultati dei suoi predecessori, i generali Wolfe e Saunders. Lo stesso giorno dell'arrivo del generale LeMay, il 20 agosto 1944, una seconda incursione dei B-29 sulle acciaierie di Yawata si concluse con buoni risultati ma con rilevanti perdite di fronte alla forte opposizione dei caccia e dell'artiglieria antiaerea giapponese; dieci bombardieri furono abbattuti e altri tre andarono persi nell'atterraggio al termine della missione.

### Struttura di comando operativa
Il generale Henry "Hap" Arnold si autonominò comandante della Twentieth Air Force. Il brigadiere generale Haywood S. Hansell divenne il capo dello staff della Twentieth Air Force. I comandanti in subordine del XX Bomber Command erano:
- Major General Kenneth B. Wolfe
- Brigadier General LaVern G. Saunders
- Major General Curtis LeMay
- Brigadier General Roger M. Ramey